# Myotis martiniquensis
Myotis martiniquensis is een zoogdier uit de familie van de gladneuzen (Vespertilionidae). De wetenschappelijke naam van de soort werd voor het eerst geldig gepubliceerd door LaVal in 1973.